# هانز مورافيك
هانز بيتر مورافيك (بالإنجليزية: Hans Moravec) هو عالم حاسب كندي نمساوي (من مواليد 30 نوفمبر 1948، كوتسن، النمسا) وعضو هيئة تدريس في معهد الروبوتات بجامعة كارنيجي ميلون. اشتهر بعمله في مجال الروبوتات والذكاء الاصطناعي وكتاباته عن تأثير التقنية. مورافيك هو أيضًا عالم مستقبلي حيث أن العديد من منشوراته وتوقعاته تركز على ما بعد الإنسانية. طور مورافيك تقنيات في الرؤية الحاسوبية لتحديد منطقة الاهتمام (Region of interest) في مشهد ما، اشتهر بآرائه الصريحة حول مستقبل البشر والروبوتات والتفوق النهائي للروبوتات.

## خلفية
أثناء طفولته، انتقل مورافيك مع عائلته من النمسا إلى كندا، وإلتحق مورافيك بكلية لويولا في مونتريال لمدة عامين ثم انتقل إلى جامعة أكاديا، حيث حصل على درجة البكالوريوس في الرياضيات عام 1969، وحصل على درجة الماجستير في علوم الحاسب عام 1971 من جامعة ويسترن أونتاريو، ثم حصل على درجة الدكتوراه من جامعة ستانفورد في عام 1980 عن روبوت مجهز بتلفاز ويتم التحكم بالروبوت عن بعد بواسطة حاسوب كبير، كان الروبوت قادرًا على التغلب على مسارات من العوائق، وعلى الرغم من أنه كان يتحرك بأمان عبر الغرفة حوالي 75 في المائة من الوقت، إلا أن الروبوت استغرق عدة ساعات لإكمال المهمة. ومن الإنجازات الأخرى في مجال الروبوتات اكتشاف طرق جديدة للتمثيل المكاني للروبوت مثل شبكات الإشغال ثلاثية الأبعاد (3D occupancy grids)، والتي سمحت للروبوت بتخطيط بيئة العالم الحقيقي في عدة ثوانٍ. كما طور فكرة الروبوتات الشجرية (Bush robot)، انتقل إلى جامعة كارنيجي ميلون، حيث أدار معهد الروبوتات من 1980 إلى 2005.
كان مورافيك أحد مؤسسي شركة Seegrid في بيتسبرغ، بنسلفانيا في عام 2003 وهي شركة روبوتات تهدف إلى تطوير روبوت مستقل بالكامل قادر على التنقل في بيئته دون تدخل بشري.
كما أنه معروف إلى حد ما بعمله على الحبال الفضائية.
وكانت هناك مقابلة مع مورافيك حول التقدم التقني والذكاء الاصطناعي.

## المنشورات
- 1988 - اندماج المستشعرات ف اليقين للروبوتات المتنقلة [9] في مجلة جمعية النهوض بالذكاء الاصطناعي AI.

## كتبه
في كتابه عام 1988 Mind Children ((ردمك 0674576187))، يوضح مورافيك قانون مور وتوقعاته حول مستقبل الحياة الاصطناعية، ويحدد مورافيك مخططًا زمنيًا وسيناريو في هذا الصدد،  حيث يقول أن الروبوتات ستتطور إلى سلسلة جديدة من الأنواع الاصطناعية في الفترة ما بين 2030-2040.
في كتابه الروبوت: مجرد آلة للعقل المتسامي ((ردمك 0195136306))، الذي نُشر في عام 1998، ذكر مورافيك الآثار المترتبة على تطور ذكاء الروبوت، وتعميم قانون مور إلى القتنيات التي سبقت الدوائر المتكاملة، واستقراء تنبؤي لتوسع السريع للذكاء الخارق (Superintelligence).
كتب السير آرثر سي كلارك عن هذا الكتاب: «كتاب الروبوت هو أروع عمل للخيال المتحكم الذي صادفته على الإطلاق: لقد بسط هانز مورافيك عقلي حتى وصل إلى نقطة التوقف.»  كما أشاد ديفيد برين بالكتاب: «يمزج مورافيك بين العملية العلمية الجادة مع رؤية النبي بعيدة النظر.»  من ناحية أخرى راجع كولين ماكجين الكتاب لصحيفة نيويورك تايمز، وكتب ماكجين «مورافيك... يكتب أشياء غريبة ومربكة وغير مفهومة عن الوعي كتجريد، مثل الرقم، وكمجرد» تفسير«لنشاط الدماغ، كما أنه يفقد قدرته التمييز بين الواقع الافتراضي والواقع الحقيقي حيث تذهب تكهناته بشكل قوي إلى عدم الاتساق».
كان مورافيك معروفًا برأيه بأن الروبوتات ستتفوق على البشر في المستقبل القريب، وقدر أن ذكاء الحاسب سيساوي ذكاء البشر بحلول عام 2040 وأن الآلات ستتفوق بكثير على الذكاء البشري في السنوات التالية. جادل مورافيك أيضًا بأن البشر البيولوجيين سينقرضون في النهاية، على الرغم من اعتقاده أنه ستكون هناك طرق لعقول البشر للبقاء على قيد الحياة في المستقبل، فقد افترض أن الأجسام البشرية لن تكون قادرة على المنافسة من منظور تطوري. وأوجز مورافيك وجهات نظره في كتابين هما:
- (Mind Children: The Future of Robot and Human Intelligence (1988
- (Robot: Mere Machine to Transcendent Mind (1999

## روابط خارجية
- موقع هانز مورافيك الرسمي في مركز Carnegie Mellon Robotics Center
- صفحة السيرة الذاتية الرسمية لـ هانز مورافيك
- صفحة ويب هانز مورافيك في معهد الروبوتات
- التقرير النهائي لروبوت مورافيك بوش
- مقابلة NOVA عبر الإنترنت مع مورافيك في أكتوبر 1997.
- Moravec، Hans (23 مارس 2009). "Rise of the Robots--The Future of Artificial Intelligence". ساينتفك أمريكان. مؤرشف من الأصل في 2013-12-28.